# Tinje (Nepal)
Tinje (nep. तिन्जे) – gaun wikas samiti w zachodniej części Nepalu w strefie Karnali w dystrykcie Dolpa. Według nepalskiego spisu powszechnego z 2001 roku liczył on 227 gospodarstw domowych i 1115 mieszkańców (577 kobiet i 538 mężczyzn).